# Axel Kittendorff
Axel Theodor Kittendorff (født 19. oktober 1821 i København, død 8. marts 1868 på Frederiksberg) var en dansk xylograf. Han var bror til Adolph Kittendorff.
Kittendorff blev udlært som xylograf på Andreas Flinchs værksted og gik samtidig på Kunstakademiet 1834-46. Han uddannede sig yderligere i Berlin og Leipzig 1848-49.
Ved sin hjemkomst 1849 grundlagde Axel Kittendorff sammen med Johan Aagaard et xylografisk værksted, Kittendorff & Aagaard, der var forbundet med en kunsthandel og forlagsvirksomhed. På dette værksted samledes efterhånden en række af datidens bedste xylografer som H.C. Henneberg, J.F. Rosenstand og H.P. Hansen, og de af forlaget udgivne bøger som Vilhelm Holst: Felttogene 1848, 49, 50 (1852), Adam Fabricius: Illustreret Danmarkshistorie (1854-55), Edvard Erslev: Den Danske Stat (1855-57) og Niels Bache: Danmarks Norges og Sveriges Historie (I-V, 1867-76) hører til århundredets smukkeste danske bøger udstyret med gode træsnit. Som et af hans største og bedste træsnit skal i øvrigt nævnes det, der er udført efter broderens tegning af Christian 4.s bronzebuste.
Axel Kittendorff var stærkt påvirket af N.L. Høyen, og datidens bedste kunstnere som P.C. Skovgaard, Wilhelm Marstrand, Constantin Hansen, Christen Dalsgaard, Vilhelm Kyhn og broderen Adolph Kittendorff hørte til hans venner, hvis værker han omsatte i sine gode og pålidelige træsnit. Xylografien har dog aldrig været nogen indbringende virksomhed, og atelieret måtte til trods for Kittendorffs store flid i de senere år kombineres med et udsalg af male- og tegnerekvisitter. 1863 fik Kittendorff borgerskab som fotograf.
Kittendorff udstillede på Charlottenborg 1840-1860 (12 gange med 14 træsnit). Han boede på Frederiksberg i en nu nedrevet villa fra 1852, der var et hovedværk af J.D. Herholdt.
Kittendorff blev gift 5. marts 1853 i København med Emilie Christiane Catharina Kretschmer (19. april 1827 i København – 22. marts 1902 sammesteds), datter af grosserer, hørkræmmer Peter Christian Kretschmer og Susanne Nicoline Goldberg.
Han er begravet på Frederiksberg Ældre Kirkegård.